# Chama cerion
Chama cerion is een tweekleppigensoort uit de familie van de Chamidae. De wetenschappelijke naam van de soort is voor het eerst geldig gepubliceerd in 2003 door Matsukuma, Paulay & Hamada.